# Volo City-Jet 124
Il volo City-Jet 124 è stato protagonista di un incidente aereo il 24 febbraio 2004, nella zona del massiccio dei Sette Fratelli, nel territorio di Sinnai, nel quale è precipitato.

## Descrizione
Nelle prime ore del 24 febbraio 2004 un aereo Cessna 500 proveniente da Roma e diretto a Cagliari si schiantava sulla punta Baccu Malu, nel comune di Sinnai. L'aereo trasportava un cuore che era stato prelevato da una donna donatrice presso l'ospedale San Camillo di Roma ed era destinato ad un paziente in attesa di trapianto ricoverato presso l'ospedale San Michele di Cagliari.
A bordo dell'aereo si trovavano tre membri dell'equipaggio, di cui due austriaci. La presenza di due piloti austriaci derivò da una complessa catena di accordi tra società aeree che, partendo da una richiesta proveniente dall'ospedale di Cagliari, portò all'utilizzo di un aereo con base a Vienna.  Viaggiavano inoltre sul velivolo tre componenti dell'équipe medica del reparto di cardiochirurgia del suddetto ospedale i quali, dopo aver effettuato il prelievo dell'organo presso il San Camillo di Roma, si dirigevano nel capoluogo sardo per provvedere ad effettuare il trapianto.

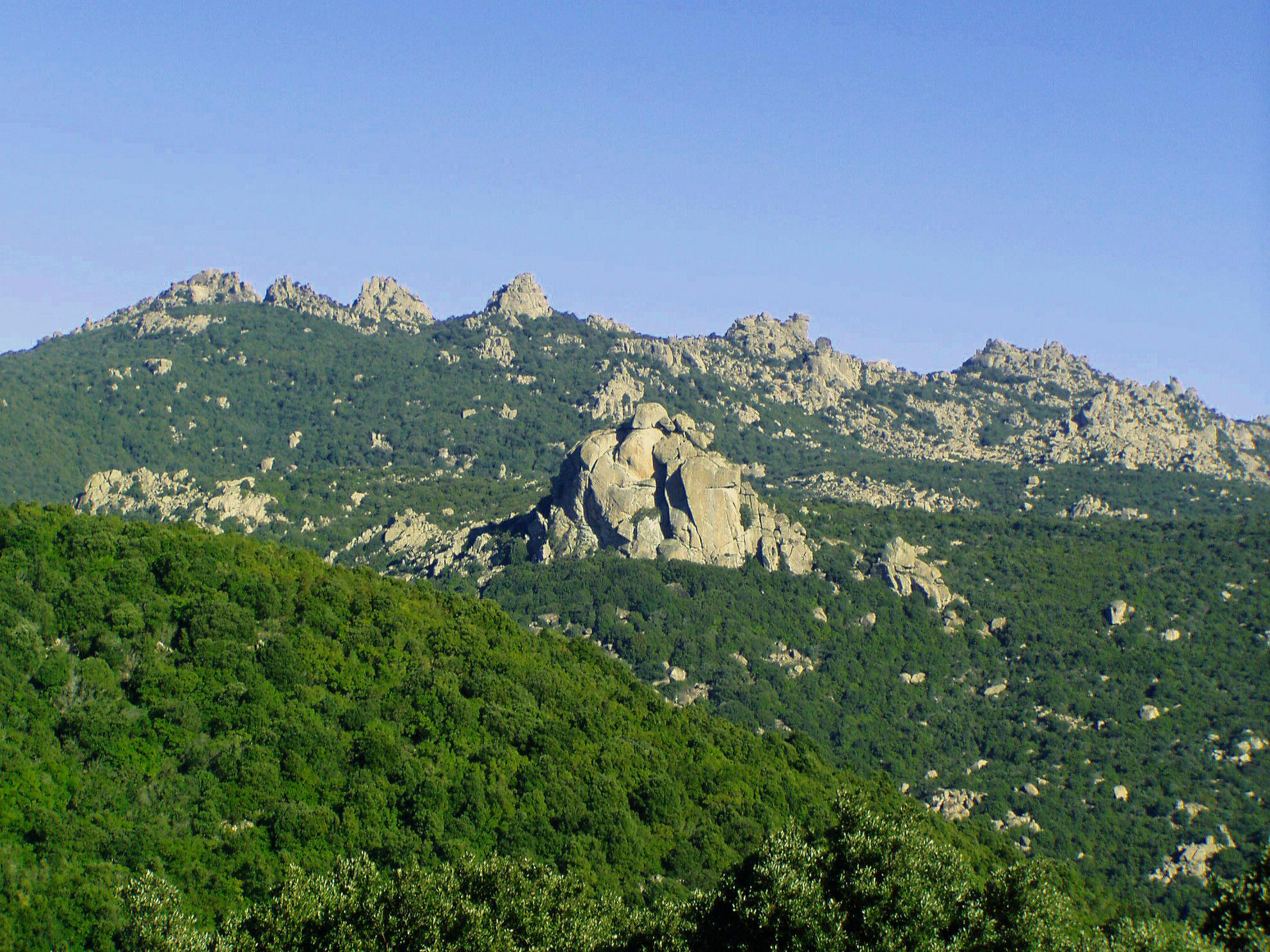
I monti dei Sette Fratelli, teatro della sciagura

La zona in cui l'aereo è precipitato mentre era in fase di atterraggio è un comprensorio montano di modesta altitudine, che prende il nome dalla sua cima più alta, il monte dei Sette Fratelli (1.016 m s.l.m.) e che dal 1989 fa parte dell'omonimo parco regionale.
Il pilota aveva manifestato al Controllo aereo l'intenzione di effettuare un avvicinamento "a vista" rispetto all'aeroporto, dove avrebbe dovuto utilizzare la pista 32. Ciò sarebbe stato motivato dalla volontà di arrivare velocemente all'ospedale, evitando il tragitto più lungo che aggira, dal mare, i rilievi che circondano Cagliari.  Al momento di scomparire dagli schermi radar per l'impatto con la parete della punta Baccu Malu, l'aereo si trovava, secondo gli accertamenti effettuati, a circa 3.300 piedi di altezza e volava a una velocità di 226 nodi (equivalenti a 419 Km/h), a una distanza di circa 17 miglia dalla pista.
I soccorritori accorsi sul luogo del disastro trovarono i resti dell'aereo pressoché disintegrati nell'impatto con la montagna e poterono recuperare in giornata i corpi delle vittime. Fu ritrovato anche il contenitore con il cuore che veniva trasportato ai fini del trapianto, ma esso era ormai inservibile.
Cinquantuno anni prima, nel 1953, la stessa zona era stata il teatro di un altro incidente aereo. Cadde un DC 3 della LAI, una Compagnia aerea antesignana dell'Alitalia, e morirono 19 persone. Anche in quel caso tra le vittime vi era un cardiochirurgo.

## L'inchiesta
Il disastro aereo diede luogo a una lunga inchiesta giudiziaria che portò a un'azione penale a carico di un ufficiale e un sottufficiale dell'Aeronautica Militare, addetti al controllo aereo in servizio alla base radar di Cagliari - Decimomannu nella notte della sciagura. Il giudizio di Primo Grado si ebbe dopo quattro anni, il 17 marzo 2008, quando il GIP del Tribunale di Cagliari, ritenne i due addetti colpevoli di omicidio colposo, in quanto si sarebbero resi responsabili di "violazione consapevole di norme cautelari stabilite dalla autorità aeronautica", pur riconoscendo anche l'esistenza di un "comportamento colposo dei piloti e di chi avrebbe dovuto dotare il Cessna della cartografia necessaria per conoscere il profilo altimetrico della loro destinazione".
La vertenza proseguì per altri due gradi di giudizio, nei quali i due imputati furono difesi dall'Avvocatura dello Stato. Sia in Appello, con una sentenza del 18 marzo 2010, sia in Cassazione, con sentenza del 10 dicembre 2010,  fu confermata la condanna del primo grado.
L'esito della vertenza giudiziaria sollevò tuttavia numerose e ripetute critiche da parte dell'ANACNA, l'Associazione nazionale degli assistenti e controllori della navigazione aerea, che sostenne come il comportamento dei due addetti fosse stato conforme alle normative internazionali esistenti nel settore, sollecitando più volte le autorità competenti nella materia a fare chiarezza. Le posizioni critiche di questa associazione, che parlò di "abnorme ed immotivata espansione di responsabilità" attribuita ai due operatori, portarono anche ad audizioni in sede parlamentare ed a critiche rispetto all'operato dell'ANSV, l'Agenzia nazionale per la sicurezza del volo. Con l'emissione da parte dell'ENAC della circolare ATM 07 si è tentato di circoscrivere le norme di responsabilità per l'effettuazione degli avvicinamenti a vista, ormai del tutto abbandonati per quanto concerne il traffico aereo che si attiene alle regole del volo strumentale a seguito di questo evento.

## Le vittime
Nell'incidente morirono il pilota Helmut Zullner ed il suo cooperante Thomas Giacomuzzi, di Vienna. Faceva parte dell'equipaggio anche Daniele Giacobbe, messinese, 35 anni, che stava effettuando un volo di addestramento. I medici anch'essi deceduti, furono il responsabile della divisione di cardiochirurgia dell'ospedale San Michele, Alessandro Ricchi, il suo assistente Antonio Carta, ed il perfusionista Gian Marco Pinna.